# Брезница при Жирех
Брезница при Жирех (на словенски: Breznica pri Žireh) е село в Словения, Горенски регион, община Жири. Според Националната статистическа служба на Република Словения през 2002 г. селото има 42 жители.